# IP Virtual Server
 (avril 2023).
IPVS pour Internet Protocol Virtual Server (signifiant en anglais : Serveur virtuel sur le protocole Internet) est une implémentation sur la couche transport (niveau 4) du modèle OSI du répartiteur de charge du noyau Linux. Il est fourni en standard avec celui-ci et est principalement développé par Wensong Zhang et Peter Kese.
L'outil système ipvsadm (pour ipvs administration) permet de visualiser, ajouter, supprimer ou modifier les règles d'IPVS.
C'est un projet de Linuxvirtualserver.
Il permet de gérer parfaitement la répartition de charge, mais il nécessite des logiciels tiers, pour la gestion de sortie de pool d'un serveur, et de reprise sur panne du répartiteur. Des logiciels comme keepalived sont chargés de cela.

## Spécifications
Il gère :
- les modes Network Address Translation (NAT) et Direct Routing (routage direct).
- Un poids indépendant par serveur réel.
- Un réglage de la persistance des connexions.
- Les algorithmes Round-robin, Round-Robin pondéré, moins de connexions, moins de connexions pondéré, Locality-Based Least-Connection, Locality-Based Least-Connection pondéré, hashage de destination, hashage de source, Shortest Expected Delay.
- Des seuils de nombre de connexion minimum et nombre de connexion maximum
- l'envoi de messages en multicast du répartiteur maître vers les répartiteurs de secours